# يو إف سي ليلة القتال: لويس ضد أولينيك
يو إف سي ليلة القتال: لويس ضد أولينيك (بالإنجليزية: UFC Fight Night: Lewis vs. Oleinik - Wikipedia)‏ هو حدث لفنون القتال المختلطة نظمته يو إف سي، أُقيم في 8 أغسطس 2020، على يو إف سي أبيكس في إنتربرايز، نيفادا، الولايات المتحدة.